# Autoritat Malvestiti
L'Autoritat Malvestiti fou la quarta Alta Autoritat de la Comunitat Europea del Carbó i de l'Acer (CECA), que entre 1959 i 1963 fou presidida per l'italià Piero Malvestiti.

## Nomenament
El 15 de setembre de 1959 aquesta Autoritat va prendre possessió del seu càrrec en substitució de l'Autoritat Finet. Aquesta Autoritat va estar en el càrrec fins al 22 d'octubre de 1963.
Al llarg del seu mandat es realitzaren diverses modificacions pel que fa als seus membres. Així mateix aquesta Autoritat destaca pel fet que Itàlia només va tenir un representant, el mateix president Malvestiti, per dos representants de Bèlgica.

## Composició
| Àrees | Membres              | Estat         |
| --- | -------------------- | ------------- |
| President de la CECA                                                                                         | Piero Malvestiti     | Itàlia        |
| Vicepresident                                                                                                | Dirk Spierenburg     | Països Baixos |
| Vicepresident                                                                                                | Johannes Linthorst   | Països Baixos |
| Vicepresident; Regles de la Competència; Transport                                                           | Albert Coppé         | Bèlgica       |
| Assumptes Socials; Finances i inversions; Política econòmica i desenvolupament industrial                    | Paul Finet           | Bèlgica       |
| Assumptes Socials; Finances i inversions                                                                     | Heinz Potthof        | Alemanya      |
| Assumptes Socials; Finances i inversions                                                                     | Karl-Maria Hettlage  | Alemanya      |
| Coordinació de la política energètica; Mercat del carbó i l'acer                                             | Fritz Hellwig        | Alemanya      |
| Regles de la Competència; Transport; Coordinació del sector energètic                                        | Pierre-Olivier Lapie | França        |
| Relacions exteriors i informació; Política econòmica i desenvolupament industrial; Mercat del carbó i l'acer | Roger Reynaud        | França        |
| Relacions exteriors i informació; Política econòmica i desenvolupament industrial; Finances i inversions     | Albert Wehrer        | Luxemburg     |